# The Medallion
The Medallion è un film del 2003 diretto da Gordon Chan.
Film commedia d'azione con protagonisti Jackie Chan e Claire Forlani.

## Trama
Un gruppo di criminali internazionali, capeggiato da Snakehead è alla ricerca di un antico cimelio orientale, in grado di donare la vita eterna. Questo medaglione è in possesso di un bambino, che è esso stesso il portatore dell'immortalità. Quando l'organizzazione lo trova, il detective Eddie Yang di Hong Kong lo trae in salvo ed entrambi affondano nell'oceano dentro un container. Eddie, in un primo momento creduto morto, viene resuscitato dal bambino che nel frattempo gli dona una metà del medaglione. In questo modo, Eddie acquista grandi poteri, e il bambino, rapito nuovamente, fa in modo che il medaglione risulti depotenziato. Per ottenere l'immortalità infatti, si ha bisogno di entrambe le metà del medaglione.
L'organizzazione parte alla ricerca di questa seconda metà, con loschi espedienti come un tentativo di rapimento della famiglia di Watson, il collega di Eddie, e altre cattive trovate.
Infine il detective Young, riesce a sconfiggere Snakehead, anche lui potenziato dalla seconda metà del medaglione, ed a restituirlo interamente al bambino, legittimo possessore.